# Jon Tester
Jon Tester (nascido em 21 de agosto de 1956) é um político e agricultor americano,  senador de Montana, e  membro do Partido Democrata.

## Biografia
Nasceu em 21 de agosto de 1956, é filho de Helen Marie e David O. Tester

### Carreira política
Tester foi eleito para o senado de Montana pela primeira vez em 1998, sendo reeleito em 2000, 2002, e 2004, entre 2005 e 2007 foi presidente do senado.

## Eleição para o senado em 2006
Tester derrotou o republicano Conrad Burns que estava a 18 anos no senado, Tester ganhou a eleição com 3.563 votos de diferença.

## Histórico Eleitoral
| Candidato a governador(a) | Votos   | Porcentagem |
| ------------------------- | ------- | ----------- |
| Jon Tester D              | 199.845 | 49,16%      |
| Conrad Burns R            | 196.283 | 48,28%      |